# ラーシュ・グリン
ラーシュ・グリン（Lars Gullin、1928年5月4日 - 1976年5月17日）は、スウェーデン出身のジャズ・サクソフォーン奏者、ピアノ奏者。
10代にビューグル、クラリネット、ピアノを経験し、1949年にアルト・サクソフォーンからバリトン・サクソフォーンへ転向した。
共演者はディック・ツワージク等が挙げられる。

## ディスコグラフィ

### リーダー・アルバム
- Piano Holiday (1953年、Metronome)
- 『ラース・ガリン・カルテット&クインテット』 - New Sounds From Europe - Vol. 3 Sweden (1953年、Vogue)
- Lars Gullin (1954年、Contemporary)
- Danny's Dream (1954年、Dragon)
- Gullin's Garden (1955年、EmArcy)
- 『ラルス・ガリン』 - Lars Gullin (1955年、EmArcy)
- Lars Gullin with the Moretone Singers (1955年、EmArcy)
- 『バリトン・サックス』 - Baritone Sax (1956年、WEA)
- 『ラルス・ガリン&オキ・ペルソン』 - Lars Gullin - Åke Persson (1957年、Philips) ※with オキ・ペルソン
- 『ラース・ガリン・スウィングス』 - Swings (1958年、East-West)
- Fine Together: The Artistry of Lars Gullin (1958年、Sonet)
- 『ザ・ハウス・アイ・リヴ・イン』 - The House I Live In (1963年、SteepleChase) ※with アーチー・シェップ
- Jazz Amour Affair (1971年、Odeon/Parlophone)
- Like Grass (1973年、Odeon)
- Lars Gullin Quintet Featuring Bernt Rosengren (1975年、Storyville)
- Aeros Aromatica Atomica Suite (1976年、Odeon)
- 『ウィズ・チェット・ベイカー1955-1956』 - Lars Gullin With Chet Baker (1982年、Dragon) ※1955年-1956年録音。with チェット・ベイカー
- The Liquid Moves of Lars Gullin (2016年、Sonorama)[2]

### 参加アルバム
スタン・ゲッツ
- 『インポーテッド・フロム・ヨーロッパ』 - Imported from Europe (1958年、Verve)

クインシー・ジョーンズ
- 『ジャズ・アブロード』 - Jazz Abroad (1955年、EmArcy)